# Bronisław Szczęsny
Bronisław Szczęsny – dr hab. nauk biologicznych, zoolog (trichopterolog), hydrobiolog, docent w Zakładzie Ochrony Ekosystemów (Instytut Ochrony Przyrody PAN, Kraków), specjalności: ekologia wód płynących, hydrochemia, taksonomia i ekologia owadów wodnych z rzędu Trichoptera, zakwaszenie środowiska wodnego. Członek rady naukowej Gorczańskiego Parku Narodowego (od 2004, kadencja 5 lat).
Czołowy polski i europejski trichopterolog, badający głównie chruściki obszarów górskich.
Opisał nowy dla nauki gatunek chruścika Allogamus starmachi, opracował klucz do oznaczania larw z rodzaju Drusus (Szczęsny 1978), opublikował wiele prac dotyczących chruścików cieków górskich oraz obszarów chronionych Polski, opublikował monografię chruścików wód płynących polskich Karpat (Szczęsny 1986), opracował Czerwoną listę chruścików zagrożonych wyginięciem w Polsce (Szczęsny 1992, 2002). 
Rozprawa habilitacyjna pt. „Chruściki (Trichoptera) wód bieżących w polskich Karpatach Północnych”, obroniona w 1989 roku Uniwersytet Jagielloński; Wydział Biologii i Nauk o Ziemi. 
Wypromowani doktorzy:
- Katarzyna Majecka,  2005, „Pozycja systematyczna i biogeografia gatunków należących do grupy villosa z rodzaju Chaetopteryx (Trichoptera: Limnephilidae)”.

Publikacje:
- Dratnal E., B. Szczęsny 1965. Benthic fauna of the Dunajec river. Limnol. Invest. in the Tatra Mts and Dunajec River Basin. Komitet Zagospodarowania Ziem Górskich PAS, Kraków 11: 161-214.
- Szczęsny B.,1966. Drusus carpathicus Dziędzielewicz - nowy dla fauny Polski gatunek chruścika (Trichoptera). Acta hydrobiologica 8:15-16.
- Szczęsny B.,1966. Nowe i rzadkie w faunie Polski gatunki chruścików (Trichoptera). Acta hydrobiologica 8: 341-346.
- Szczęsny B. 1967. Notes sur quelques especes d'Allogamus (Trichoptera, Limnephilidae) dans les Tatra. Bulletin de l'Academie Polonaise des Sciences 2, 15, 8: 479-482.
- Szczęsny B.,1968. Fauna denna potoku Sąspówka na terenie Ojcowskiego Parku Narodowego. Ochrona Przyrody 33: 215-235
- Szczęsny B. 1970. Contribution a la connaissance des Trichopteres, de Bulgarie. Bulletin de l'Academie Polonaise des Sciences 18, 12: 773-775.
- Sowa R., B. Szczęsny 1970. Widelnice (Plecoptera) i chruściki (Trichoptera) Babiej Góry. Ochrona Przyrody 35: 221-268.
- Szczęsny B. 1973. "Project Aqua" w Polsce. Kosmos 2, 121: 147-152.
- Szczęsny B. 1974. The effect of sewage from the town Krynica on the benthic invertebrates communities of the Kryniczanka stream. Acta hydrobiologica 16:1-29
- Szczęsny B. 1974. Larvae of the genus Hydropsyche (Insecta: Trichoptera) from Poland. Polskie Archiwum Hydrobiologii 21: 387-390.
- Szczęsny B. 1975. Caddis-flies (Trichoptera) of the River Raba. Acta hydrobiologica 17: 35-51.
- Kasprzak K., B. Szczęsny 1976. Oligochaetes (Oligochaeta) of the River Raba. Acta hydrobiologica 18: 75-87.
- Denisiuk Z., J. Dziewolski, B. Szczęsny 1977. W sprawie ochrony Czarnej Młaki w Powroźniku k. Muszyny na Ziemi Sądeckiej. Chrońmy Przyrodę Ojczystą 2: 26-34.
- Szczęsny B. 1978. Larvae of Drusinae (Insecta: Trichoptera) from Polish part of the Carpathian Mts. Acta hydrobiologica 20: 35-53.
- Zięba J., R. Sowa, B. Szczęsny, B. E. Wasilewska, J. Żarnowski 1977. Nawożenie azotowo-fosforowe odgrodzonych części stawów. VI.Makrofauna denna. Roczniki Nauk Rolnych H: 98, 1: 123-141.
- Szczęsny B. 1978. Larvae of the genus Philopotamus (Insecta: Trichoptera) from Poland. Acta hydrobiologica 20: 55-61.
- Dratnal E., R. Sowa, B. Szczęsny 1979. Zgrupowania bezkręgowców bentosowych Dunajca na odcinku Harklowa-Sromowce Niżne. Ochrona Przyrody 42: 183-215.
- Szczęsny B. 1979. On the Taxons of the Genus Annitella Klapalek, 1907 (Trichoptera, Chaetopterygini) of the chomiacensis-lateroproducta Group. Bulletin de l'Academie Polonaise des Sciences, Warszawa 4: 251-261.
- Szczęsny B. 1980. Caddis-flies (Trichoptera) in the collection of the Institute of Systematic and Experimental Zoology, Polish Academy of Sciences in Cracov. Acta Zoologica Cracoviensia 24, 10: 449-486.
- Dratnal E., R. Sowa, B. Szczęsny, 1982. Zgrupowania zwierząt bezkręgowych w wodach Pienin. W: Zarzycki K. "Przyroda Pienin w przededniu zmian". Studia Naturae B 30: 379-399.
- Dratnal E., R. Sowa, B. Szczęsny 1982. Prognozy zmian w zgrupowaniach bezkręgowców wodnych. W: Zarzycki K."Przyroda Pienin w przededniu zmian". Studia Naturae B 30: 531-534.
- Wróbel S., B. Szczęsny 1983. Zabudowa hydrotechniczna rzek a cechy jakościowe wód. W: Kajak Z. "Ekologiczne podstawy zagospodarowania Wisły i jej dorzecza". Państwowe Wydawnictwo Naukowe, Warszawa-Łódź: 393-415.
- Kawecka B., B. Szczęsny 1984. Dunajec. In: Whitton B. A. "Ecology of European Rivers". Blackwell Scientific Publications, Oxford: 499-525.
- Szczęsny B. 1986. Caddisflies (Trichoptera) of running waters in the Polish North Carpathians. Acta Zoologica Cracoviensia 29, 21: 501-586.
- Szczęsny B. 1987. A propos Psilopteryx psorosa Kol. in the North Carpathians. Trichoptera Newsletter 14: 25-26.
- Szczęsny B. 1987. Ecological characteristics of caddis flies (Trichoptera) of streams in the Gorce Mts (Southern Poland). Acta hydrobiologica 29:429-442.
- Szczęsny B., 1989. Wpływ zakwaszenia na zbiorowiska organizmów wodnych. W: S. Wróbel (ed.) Zanieczyszczenie atmosfery a degradacja wód. Materiały Sympozjum, Kraków, 14-15.XI.1989: 111-121.
- Szczęsny B. 1990. Potamophylax cingulatus Stephens - a polymorphic species? Trichoptera Newsletter, Lunz 17: 11-13.
- Szczęsny B. 1990. Benthic macroinvertebrates in acidified streams of the Świętokrzyski National Park (central Poland). Acta hydrobiologica 32:155-169.
- Szczęsny B. 1991. Trichoptera (Chruściki). In: Razowski J. (ed.). Wykaz zwierząt Polski. II, XXXII/25-29, Polska Akademia Nauk Instytut Systematyki i Ewolucji Zwierząt, Ossolineum, Wrocław - Warszawa – Kraków: pp.7-14.
- Szczęsny B. 1991. Makrobezkręgowce. In: Dynowska I., M. Maciejewski (eds). Dorzecze górnej Wisły, cz.II  Państwowe Wydawnictwo Naukowe Warszawa- Kraków: 60-68.
- Wróbel S., Szczęsny B. 1991. Zakwaszenie wód w Polsce i próby ich neutralizacji. Syntezy CPBP 04.10.50 cz.II. SGGW - Akademia Rolnicza, Warszawa: 194-206.
- Szczęsny B. 1992. Chruściki Trichoptera. In: Z. Głowaciński (ed.) Red List of Threatened Animals in Poland. Polska Akademia Nauk Zakład Ochrony Przyrody i Zasobów Naturalnych, Cracow: 59-63.
- Szczęsny B. 1992. Allogamus starmachi Szczęsny, 1967. In: Z. Głowaciński (ed.) Polska Czerwona Księga Zwierząt - Polish Red Data Book of Animals. Państwowe Wydawnictwo Rolnicze i Leśne, Warszawa: 283-284.
- Szczęsny B. 1993. Trichoptera. In: M. Margreiter-Kownacka (ed.) Die Makrozoobenthos -Gemeinschaften der Oberen Alz - Bestandsaufnahme. Institut für Oekometrie - Wien, Kraków: 16-21.
- Moretti G., Szczęsny B., Tobias W. 1994. Systematische Differenzierung innerhalb des Potamophylax cingulatus - Gruppe (Insecta: Trichoptera: Limnephilidae). Senckenbergiana 74: 91-102.
- Szczęsny B. 1995. Bentofauna Bieszczadów - waloryzacja i wytyczne ochrony. Roczniki Bieszczadzkie 4: 283-286.
- Szczęsny B. 1995. Widelnice Plecoptera. W: B. Szczęsny (ed), Degradacja fauny bezkręgowców bentosowych Dunajca w rejonie Pienińskiego Parku Narodowego. Ochrona Przyrody 52: 218
- Szczęsny B. 1995. Chruściki Trichoptera. W: B. Szczęsny (ed), Degradacja fauny bezkręgowców bentosowych Dunajca w rejonie Pienińskiego Parku Narodowego. Ochrona Przyrody 52: 218-219.
- Szczęsny B. 1995. Podsumowanie (Summary). W: B. Szczęsny (ed), Degradacja fauny bezkręgowców bentosowych Dunajca w rejonie Pienińskiego Parku Narodowego. Ochrona Przyrody 52: 222-223.
- Szczęsny B. 1998. Benthic macroinvertebrates in the acidified headstreams of the Vistula River. Studia Naturae 44:145-170.
- Szczęsny B., K. Kukuła 1998. Fish fauna in the Czarna Wisełka and Biała Wisełka, the headstreams of the Vistula River, under acid stress. Studia Naturae 44: 171-181.
- Szczęsny B. 1998. Charakterystyka hydrobiologiczna Skawy w rejonie projektowanego zbiornika Świnna Poręba. W: Paulo (red.): IX Konferencja Sozologiczna PTG - Sozologia na obszarze antropopresji na przykładzie zbiornika Świnna Poręba. AGH Kraków: 47-62.
- Szczęsny B. 2000. Chruściki (Trichoptera). Flora i Fauna Pienin - Monografie Pienińskie 1: 209-213.
- Szczęsny B. 2000. Trichopterofauna Bieszczadów Zachodnich (Karpaty Wschodnie). Monografie Bieszczadzkie 8: 189-250.
- Kukuła K., Szczęsny B. 2000. Ekologiczne uwarunkowania ochrony ekosystemów wodnych Bieszczadów Zachodnich. Monografie Bieszczadzkie 10: 79-114.
- Majecki J., Sitkowska M., Szczęsny B. 2002. The diet and feeding activity of Potamophylax carpathicus Dzied. (Trichoptera: Limnephilidae) larvae. Proceedings of 10th Internationale Symposium on Trichoptera - Nova Supplementa Entomologica, Keltern, 15 (2002): 581-593.
- Szczęsny B., Majecki J. 2002. Variations in the composition of Trichoptera communities associated with lakes of different trophy in the Wigry National Park (NE-Poland). Proceedings of 10th Internationale Symposium on Trichoptera - Nova Supplementa Entomologica, Keltern, 15 (2002): 581-593.
- Margielewski W., Łajczak A., Szczęsny B. 2002. Rezerwat przyrody "Przełom Osławy pod Duszatynem" - wartości przyrodnicze i zagrożenia. Chrońmy Przyrodę Ojczystą 58(2):39-65.
- Szczęsny B., Wiśniowska A. 2003. Fauna jętek Ephemeroptera Babiej Góry. W: Wołoszyn B., Wołoszyn D., Celary W. (red.). Monografie fauny Babiej Góry; 123-139
- Szczęsny B., Wiśniowska A. 2003. Fauna widelnic Plecoptera Babiej Góry. W: Wołoszyn B., Wołoszyn D., Celary W. (red.) Monografie fauny Babiej Góry; 141-158.
- Szczęsny B.. 2003. Fauna chruścików Trichoptera Babiej Góry (Karpaty Zachodnie). W: Wołoszyn B., Wołoszyn D., Celary W. (red.) Monografie fauny Babiej Góry; 251-277.